# Stammliste der Cirksena
Diese Stammliste der Cirksena enthält eine Übersicht über die Verwandtschaft des ostfriesischen Häuptlings-, Reichsgrafen- und Reichsfürstengeschlechtes der Cirksena.
1. Edzard II. von Appingen-Greetsiel ⚭ Doda tom Brok
  1. Enno Cirksena (1380–1450), ⚭ (I) ???; ⚭ (II) Gela Syardsna von Manslagt
    1. (I.) Edzart († 1441) ⚭ (I) Moeder Ennosna († 1438); ⚭ (II) Frouwe (Sydzena) von Berum)
    2. (I.) Doda (1408–1478), ⚭ Redward von Westerhusen
    3. (II.) Ulrich I. (Ostfriesland) (1408–1466), ⚭ Theda Ukena (1432–1494), Tochter von Uko Fockena (1408–1432)
      1. Heba von Ostfriesland (1457–1492), ⚭ Graf Erich (Schaumburg) (1420–1492)
      2. Gela (1458–1497)
      3. Enno I. (Ostfriesland) (1460–1491), ertrunken
      4. Edzard I. (Ostfriesland) (1462–1528), ⚭ 1498 Elisabeth von Rietberg (1483–1512), Tochter von Johann I. (Rietberg) (1450–1516)
        1. Gehla Ahlrica († 1559), ⚭ 1549 Alricus von Schatteburg (1488/1490–1570)
          1. Ybelingh (1559–??)

        2. Enno II. (Ostfriesland) († 1540), 1528–1540 Graf von Ostfriesland, ⚭ 1530 Anna von Oldenburg (1501–1575), Tochter von Graf Johann V. (Oldenburg) (1460–1526)
          1. Elisabeth von Ostfriesland (1531–1555), ⚭ 1553 Graf Johann V. (Schaumburg) (1512–1560), Sohn von Graf Jobst I. (Schaumburg) (1483–1531)
          2. Edzard II. (Ostfriesland) (1532–1599), ⚭ 1559 Katharina Wasa (1539–1610), Tochter von Gustav I. Wasa (1496–1560), König von Schweden
            1. Margarete (1560–1588)
            2. Anna von Ostfriesland (1562–1621), ⚭ (I) 1583 Kurfürst Ludwig VI. (Pfalz) (1539–1583); ⚭ (II) 1585 Markgraf Ernst Friedrich (Baden-Durlach) (1560–1604); ⚭ (III) 1617 Julius Heinrich (Sachsen-Lauenburg) (1586–1665)
            3. Enno III. (Ostfriesland) (1563–1625), Graf von Ostfriesland (1599–1625), ⚭ (I) 1581 Walburgis (Rietberg) (1556–1586), Tochter von Graf Johann II. (Rietberg) († 1562); ⚭ (II) 1598 Anna von Schleswig-Holstein-Gottorf (1575–1610), Tochter von Herzog Adolf I. (Schleswig-Holstein-Gottorf) (1526–1586)
              1. (I.) Sabina Catharina (1582–1618), ⚭ 1601 ihren Onkel Johann III. (Ostfriesland) (1566–1625)
              2. (I.) Agnes von Ostfriesland (1584–1616), ⚭ 1603 Fürst Gundaker von Liechtenstein (1580–1658)
              3. (I.) Johann Edzard (1586–1586)
              4. (II.) Edzard Gustav (1599–1612)
              5. (II.) Christina Sophia von Ostfriesland (1609–1658), ⚭ 1632 Landgraf Philipp III. (Hessen-Butzbach) (1581–1643)
              6. (II.) Anna Maria von Ostfriesland (1601–1634), ⚭ 1622 Herzog Adolf Friedrich I. (Mecklenburg) (1588–1658)
              7. (II.) Rudolf Christian (1602–1628), Graf von Ostfriesland (1625–1628)
              8. (II.) Ulrich II. (Ostfriesland) (1605–1648), Graf von Ostfriesland (1628–1648); ⚭ 1631 Juliane von Hessen-Darmstadt (1606–1659), Tochter von Landgraf Ludwig V. (Hessen-Darmstadt) (1577–1626)
                1. Enno Ludwig (Ostfriesland) (1632–1660), ⚭ 1656 Sophie von Barby (1636–1677), Tochter von Graf Albrecht Friedrich I. von Barby-Mühlingen
                  1. Juliane Louise von Ostfriesland (1657–1715)
                  2. Sophie Wilhelmine von Ostfriesland (1659–1698), ⚭ 1695 Christian Ulrich I. (Württemberg-Oels) (1652–1704)

                2. Georg Christian (Ostfriesland) (1634–1665), ⚭ 1662 Christine Charlotte von Württemberg (1645–1699), Tochter von Eberhard III. (Württemberg, Herzog) (1614–1674)
                  1. Christian Eberhard (Ostfriesland) (1665–1708), ⚭ 1685 Eberhardine Sophie von Oettingen-Oettingen (1666–1700), Tochter von Albrecht Ernst I. von Oettingen-Oettingen (1642–1683)
                    1. Leopold Ignaz (*/† 1687)
                    2. Christina Sophia von Ostfriesland (1688–1750), ⚭ 1728 Fürst Friedrich Anton (Schwarzburg-Rudolstadt) (1692–1744)
                    3. Marie Charlotte von Ostfriesland (1689–1761), ⚭ 1709 Graf Friedrich Ulrich (Cirksena) (1667–1710), holländischer Generalleutnant
                    4. Georg Albrecht (Ostfriesland) (1690–1734) ⚭ (I) Christine Luise von Nassau-Idstein (1691–1723), Tochter von Graf Georg August (Nassau-Idstein) (1665–1721); ⚭ (II) Sophie Karoline von Brandenburg-Kulmbach (1707–1764), Tochter von Markgraf Christian Heinrich (Brandenburg-Kulmbach) (1661–1708)
                      1. Georg Christian (1710–1711)
                      2. Henriette Charlotte (*/† 1711)
                      3. Karl Christian (*/† 1715)
                      4. Carl Edzard (Ostfriesland) (1716–1744), ⚭ 1734 Sophie Wilhelmine von Brandenburg-Kulmbach-Bayreuth (1714–1749), Tochter von Markgraf Georg Friedrich Karl (Brandenburg-Bayreuth) (1688–1735)
                        1. Elisabeth Sophie Magdalena (1740–1742)

                    5. Ulrich Friedrich (*/† 1691)
                    6. Karl Enno (1692–1709)
                    7. Friederike Wilhelmine (1695–1750)
                    8. August Enno (1697–1725)
                    9. Juliane Luise von Ostfriesland (1698–1740), ⚭ 1721 Joachim Friedrich (Schleswig-Holstein-Sonderburg-Plön) (1668–1722)
                    10. Christiane Charlotte (1699–1733)

                3. Edzard Ferdinand (1636–1668), ⚭ 1665 Anna Dorothea Gräfin von Criechingen († 1705)

                  1. Edzard Eberhard Wilhelm (1666–1707), ⚭ 1701 (morg.) Sophia Maria Föltin
                  2. Friedrich Ulrich (Cirksena) (1667–1710), holländischer Generalleutnant, ⚭ 1709 Marie Charlotte von Ostfriesland (1689–1761), Tochter von Fürst Christian Eberhard (Ostfriesland) (1665–1708)
                    1. Christine Louise (1710–1732), ⚭ 1726 Johann Ludwig von Wied-Runkel (1705–1762), Sohn von Graf Maximilian Heinrich (Wied-Runkel) (1681–1706)

            4. Johann III. (Ostfriesland) (1566–1625), ⚭ 1601 Sabina Catharina (1582–1618), Tochter von Enno III. (Ostfriesland) (1563–1625)
              1. Edzard (1602–1603)
              2. Anna Walburgis (1603–1604)
              3. Catharina Maria (1604–??), ⚭ Marquis von Warenbon
              4. Ernst Christoph (Ostfriesland) (1606–1640), Graf von Rietberg, Vizemarschall, ⚭ Albertine Maria Marquise de St. Martin
              5. Enno Philipp (1608–1636), Domherr in Köln, Straßburg und Paderborn
              6. Leopold (1609–1635), Domherr in Köln, Straßburg und Paderborn
              7. Walburgis Maria (1612–1613)
              8. Ferdinand Franz (1613–1648), Domherr in Köln, Magdeburg, Straßburg und Halberstadt
              9. Clara Sophia (1615–??)
              10. Anna Clara (1616–??)
              11. Johann IV. (Ostfriesland) (1618–1660), Graf von Rietberg, ⚭ Anna Catharina Gräfin zu Salm-Reifferscheidt (1624–1691)
                1. Marie Leopoldine († 1718) ⚭ 1686 Albrecht Oswald III. Graf von Bergh-s'Herrenberg (1646–1712)
                2. Friedrich Wilhelm (Ostfriesland) (1650–1677), Graf von Rietberg (1660–1677),
                3. Franz Adolph Wilhelm (Ostfriesland) († 1690), Graf von Rietberg
                4. Ferdinand Maximilian (Ostfriesland) (1653–1687), Graf von Rietberg (1677–1687), ⚭ 1685 Gräfin Johanna Franziska zu Manderscheid-Blankenheim (1663–1704)
                  1. Maria Ernestine Francisca von Rietberg, Gräfin von Rietberg (1686–1758); ⚭ 1699 Graf Maximilian Ulrich von Kaunitz (1679–1746)

                5. Bernhardine Sophia von Ostfriesland und Rietberg (1691–1726), Abtissin in Essen

            5. Christoph (1569–1636), spanischer Gouverneur vom Luxemburg, ⚭ 1613 Lambertine de Ligne (1593–1651)
            6. Edzard (1571–1572)
            7. Elisabeth (1572–1573)
            8. Sophie (1574–1630)
            9. Karl Otto (1577–1603)
            10. Maria (1582–1616), ⚭ 1614 Herzog Julius Ernst (Braunschweig-Dannenberg) (1571–1636)

          3. Hedwig von Ostfriesland (1535–1616), ⚭ 1562 Herzog Otto II. (Braunschweig-Harburg) (1528–1603)
          4. Anna (1534–1552)
          5. Christoph (1536–1566)
          6. Johann II. (Ostfriesland) (1538–1591)

        3. Johann I. (Ostfriesland) (1506–1572), „Graf von Falkenburg“, ⚭ 1538 Dorothea von Österreich, Herrin von Falkenburg, Durbuy und Dalem, leibliche Tochter von Kaiser Maximilian I. (HRR) (1459–1519)
          1. Maximilian (1542–1600), Graf von Falkenburg, ⚭ 1564 Barbara de Lalaing, Gräfin von Hoogstraeten, Tochter des Philip de Lalaing (1510–1555)
            1. Ludewike (Luise) († 1607), ⚭ Eberhard von Barbançon, Vicomte d’Aure († 1608)
            2. Dorothea ⚭ Jakob t’Serclaes Graf von Tilly, Bruder des Feldherrn Johann T’Serclaes von Tilly
              1. Werner t’Serclaes Graf von Tilly (um 1595–1651), führte u. a. den Titel „Graf von Ostfriesland“

            3. Agnes ⚭ Jodocus von Bronckhorst und Batenburg († 1589)[1]

      5. Uko (1463–1507)
      6. Almuth (1465–1522/1523)

    4. (II.) Tiadeke
    5. (II.) Adda, ⚭ Lütet II. Manninga von Lütetsburg und Pewsum zu Loquard und Bergum
    6. (II.) Frouwa
    7. (II.) Ocka